# Hypostomus renestoi
Hypostomus renestoi es una especie de pez silúrido de agua dulce del género de loricáridos Hypostomus. Se distribuye en aguas tropicales del centro de Sudamérica. 

## Taxonomía
Esta especie fue descrita originalmente en el año 2018 por los ictiólogos Cláudio Henrique Zawadzki, Hugmar Pains da Silva y Waldo Pinheiro Troy.
Localidad tipo
La localidad tipo referida es: “río Diamantino, cueca superior del río Paraguay, en el estado de Mato Grosso, Brasil”.
Holotipo
El ejemplar holotipo designado es el catalogado como: MCP 49767; se trata de un espécimen adulto el cual midió 121,8 mm de longitud estándar.
Etimología
Etimológicamente el epíteto genérico Hypostomus se construye con dos palabras del idioma griego, en donde: hipo significa 'bajo' y estoma es 'boca'.
El término específico renestoi es un epónimo que refiere al apellido de la persona a quien fue dedicada, el ictiólogo brasileño profesor Erasmo Renesto, debido a sus contribuciones en el campo de la genética de peces neotropicales.
Historia taxonómica
En el año 1904, el ictiólogo británico Charles Tate Regan describió a Plecostomus latirostris (Hypostomus latirostris) mediante dos sintipos provenientes del “Río Jungada [= arroyo Jangada], en los estados brasileños de Mato Grosso y Goiás”. Este curso fluvial desemboca en el río Cuiabá, perteneciente a la alta cuenca del río Paraguay, el cual forma parte de la cuenca del Paraná, integrante a su vez de la cuenca del Plata; dicha hoya hidrográfica vuelca sus aguas en el océano Atlántico Sudoccidental por intermedio del Río de la Plata.
Más de un siglo después, estos dos sintipos fueron examinados, descubriéndose que presentaban importantes diferencias morfológicas entre sí. Esto llevó a que sean cotejados con una gran muestra de especímenes colectados en la cuenca superior del río Paraguay. Como resultado, se concluyó que los dos sintipos del arroyo Jangada pertenecían a diferentes especies. Por esta razón se procedió a la redescripción de Hypostomus latirostris, designándosele el primer sintipo como lectotipo. El otro sintipo fue transformado en un paralectotipo de H. latirostris, ya que se decidió designarlo como el paratipo de una nueva especie, Hypostomus renestoi, publicándose su descripción en el año 2018.

## Características diagnósticas
Es posible distinguir a Hypostomus renestoi de Hypostomus latirostris porque tiene dientes robustos (contra esbeltos en H. latirostris); teniendo de 28 a 77 dientes en el premaxilar (frente a 79 a 111 en H. latirostris) y 25 a 64 dientes en el dentario (frente a 79 a 109 en H. latirostris). También difiere en su patrón cromático, al tener manchas de coloración oscura pequeñas y conspicuas (siendo más grandes y menos visibles en H. latirostris). Hypostomus renestoi presenta en las series de placas dorsales y medio-dorsales dentículos moderadamente hipertrofiados (frente a la falta de dentículos hipertrofiados en las series de placas laterales en H. latirostris). Además, H. renestoi generalmente alcanza un tamaño más pequeño que H. latirostris.

## Distribución y hábitat
Esta especie habita en cursos fluviales de aguas cálidas en la alta cuenca del río Paraguay en el centro de Brasil, en la ecorregión de agua dulce Paraguay.